# Ouratea ramiflora
Ouratea ramiflora är en tvåhjärtbladig växtart som beskrevs av C. Sastre. Ouratea ramiflora ingår i släktet Ouratea och familjen Ochnaceae. Inga underarter finns listade i Catalogue of Life.